# Medaille van de Koninklijke Nederlandse Redding Maatschappij
De Medaille van de Koninklijke Nederlandse Redding Maatschappij werd in 1991 ingesteld.
In Nederland worden al sinds de 18e eeuw medailles ingesteld voor redders en voor personen die zich verdienstelijk maakten voor het reddingswezen. Dat was decennialang verdeeld in de 
Koninklijke Noord- en Zuid-Hollandse Redding Maatschappij en de Koninklijke Zuid-Hollandsche Maatschappij tot Redding van Schipbreukelingen. De samenvoeging van beide maatschappijen op 23 mei 1991 betekende dat de oude medailles van verdienste achterhaald waren. Het bestuur van de nieuwe Koninklijke Nederlandse Redding Maatschappij stelde een nieuwe medaille in. 
Eerder waren er
- De Medaille van de Maatschappij tot Redding van Schipbreukelingen uit 1838
- De Medaille van de Noord- en Zuid-Hollandsche Redding Maatschappij uit 1840
- De  Medaille voor trouwe dienst van de Koninklijke Zuid-Hollandsche Maatschappij tot Redding van Schipbreukelingen uit 1940
- De Herinneringsmedaille 1940-1945 van de Koninklijke Zuid-Hollandsche Maatschappij tot Redding van Schipbreukelingen uit 1946
- De Herinneringsmedaille 1940-1945 van de Koninklijke Noord- en Zuid-Hollandsche Maatschappij tot Redding van Drenkelingen uit 1946
- De Medaille van de Koninklijke Noord- en Zuid-Hollandsche Redding Maatschappij uit 1949

Ook het Koninklijk Huis heeft medailles voor de dappere mannen van de reddingsbrigades ingesteld, zo was er de
- De Medaille van H.M. Koning-Moeder Emma voor redding van Schipbreukelingen

De  gouden, zilveren en bronzen medailles worden uitgereikt aan de bemanningsleden van de reddingsboten bij uitzonderlijke reddingen.
De medaille wordt aan een oranjegeel en blauw lint op de linkerborst gedragen. Op de voorzijde is een afbeelding van de Nederlandse kust te zien met daaromheen de tekst "KONINKLIJKE NEDERLANDSE REDDING MAATSCHAPPIJ". In de golven van de Noordzee staat "REDDERS VAN MENSEN IN NOOD, 24 UUR PER DAG" geschreven.
De keerzijde van de medailles is vlak met de tekst "DANKBETUIGING AAN", waarna ruimte is overgelaten voor een inscriptie met de naam van de ontvanger en de datum van de met de medaille beloonde reddingsactie.
Alle toekenningen van de medailles worden vermeld in het eenmaal per kwartaal verschijnende orgaan van de KNRM: "De Reddingboot". De gouden medaille werd in de periode 1991 tot 2010 nog niet uitgereikt.
De Medaille van de Koninklijke Nederlandse Redding Maatschappij is een particuliere onderscheiding, maar de medailles van de reddingsorganisaties genieten in Nederland veel aanzien.
Museummedaille ·
Erepenning ·
Medaille van de Maatschappij tot Redding van Drenkelingen ·
Doggersbank-medaille ·
Broeder van de Orde van de Nederlandse Leeuw ·
Antwerpsche Medaille 1832 ·
Onderscheidingsteken voor Langdurige, Eerlijke en Trouwe Dienst ·
Eremedaille voor Kunst en Wetenschap ·
Eremedaille voor Voortvarendheid en Vernuft ·
De Ruyter-medaille ·
Regeringsmedaille ·
Medaille van het Carnegie Heldenfonds ·
Medaille van Verdienste van het Nederlandse Rode Kruis ·
Medaille voor trouwe dienst van het Nederlandse Rode Kruis ·
Erkentelijkheidsmedaille 1940-1945 ·
Inhuldigingsmedaille 1948 ·
Herinneringsmedaille Luchtbescherming 1940-1945 ·
Medaille van de Noord- en Zuid-Hollandsche Redding Maatschappij ·
Zilveren Anjer · 
Cultuurfonds Onderscheiding · 
Vrijwilligersmedaille Openbare Orde en Veiligheid ·
Vaardigheidsmedaille van de Nederlandse Sport Federatie ·
Inhuldigingsmedaille 1980 ·
Herinneringsmedaille VN-Vredesoperaties ·
Herinneringsmedaille Multinationale Vredesoperaties ·
Herinneringsmedaille Internationale Missies ·
Huwelijksmedaille 2002 ·
Herinneringsmedaille Buitenlandse Bezoeken ·
Marinemedaille ·
Landmachtmedaille ·
Marechausseemedaille ·
Luchtmachtmedaille
Zie ook: Ridderorden en onderscheidingen in Nederland